# Phytomia zonata
Phytomia zonata är en tvåvingeart som först beskrevs av Fabricius 1787.  Phytomia zonata ingår i släktet Phytomia och familjen blomflugor. Inga underarter finns listade i Catalogue of Life.

## Bildgalleri

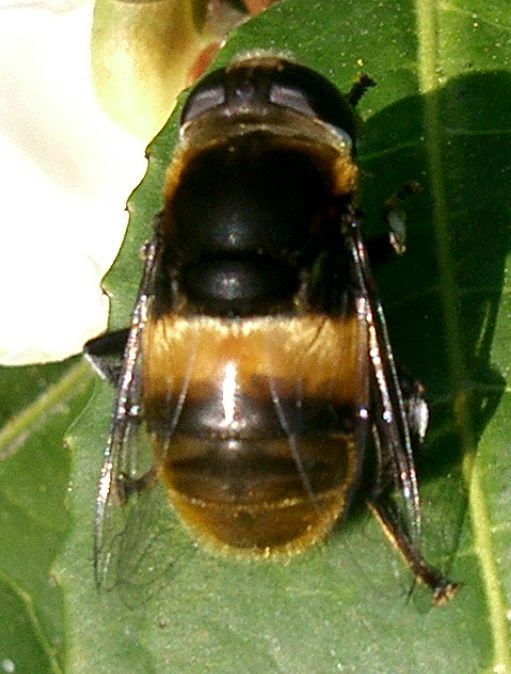